# Hipocicloide

A Hipocicloide é uma curva cíclica definida por um ponto de uma circunferência que rola, sem deslizar, dentro de um círculo diretor.

## Definição Matemática
Uma Hipocicloide pode ser definida pelas seguintes equações paramétricas:
{\displaystyle f(\theta )=(R-r)\cos \theta +r\cos({\frac {R-r}{r}}\theta )\,\qquad (1)}
{\displaystyle g(\theta )=(R-r)\operatorname {sen} \theta -r\operatorname {sen}({\frac {R-r}{r}}\theta )\,\qquad (2)}
em que {\displaystyle R,} é o raio do círculo base e {\displaystyle r,} o raio do círculo rolante. 
Com {\displaystyle k={R \over r}}, este sistema também pode ser escrito:
{\displaystyle f(\theta )=r(k-1)\cos \theta +r\cos \left((k-1)\theta \right)\,}
{\displaystyle g(\theta )=r(k-1)\operatorname {sen} \theta -r\operatorname {sen} \left((k-1)\theta \right).\,}

## Evoluta da Hipocicloide

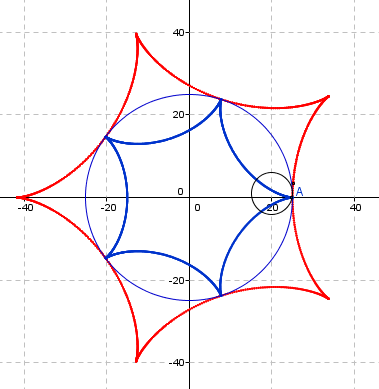
Evoluta de uma hipocicloide com k = 5 e r = 5.

Na geometria diferencial de curvas, a evoluta da curva é o local de todos os seus centros de curvatura.
A evoluta de uma hipocicloide é outra hipocicloide, como pode-se observar na figura ao lado.
A evoluta de uma hipocicloide pode ser descrita pelas seguintes equações paramétricas:
{\displaystyle X_{e}(\theta )=f(\theta )-{\frac {(f'^{2}(\theta )+g'^{2}(\theta ))g'(\theta )}{f'(\theta )g''(\theta )-f''(\theta )g'(\theta )}}\,}
{\displaystyle Y_{e}(\theta )=g(\theta )-{\frac {(f'^{2}(\theta )+g'^{2}(\theta ))f'(\theta )}{f'(\theta )g''(\theta )-f''(\theta )g'(\theta )}}\,}

## Involuta da Hipocicloide

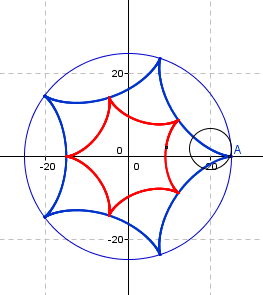
Involuta de uma hipocicloide com k = 5 e r = 5

A involuta de uma hipocicloide é outra hipocicloide, como pode-se observar na figura ao lado.
A involuta de uma hipocicloide pode ser descrita pelas seguintes equações paramétricas:
{\displaystyle X_{i}(\theta )=f(\theta )-{\frac {sf'(\theta )}{\sqrt {f'^{2}(\theta )+g'^{2}(\theta )}}}\,}
{\displaystyle Y_{i}(\theta )=g(\theta )-{\frac {sg'(\theta )}{\sqrt {(f'^{2}(\theta )+g'^{2}(\theta )}}}\,}
em que {\displaystyle s} pode ser calculado da seguinte forma:
{\displaystyle s=\int _{0}^{\theta }{\sqrt {f'^{2}(\theta )+g'^{2}(\theta )}}d\theta \,}

## Encurtada

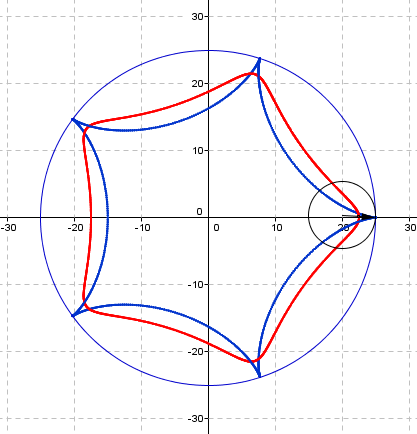
Hipocicloide Encurtada

Se o ponto da curva estiver dentro da circunferência, a curva descrita será uma hipocicloide encurtada, como na figura ao lado (curva vermelha). 

## Alongada

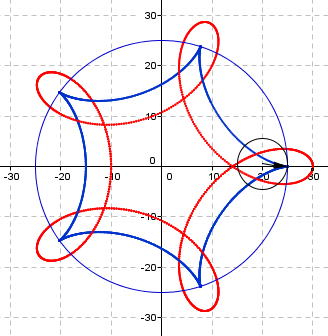
Hipocicloide Alongada

Se o ponto da curva estiver fora da circunferência, a curva descrita será uma hipocicloide alongada, como na figura ao lado (curva vermelha).

## Exemplos

Exemplos de hipocicloides

- k=3 - uma deltóide
- k=4 - uma astróide
- k=5
- k=6
- k=2.1
- k=3.8
- k=5.5
- k=7.2